# Jerzy Kolbe
Jerzy Kolbe (ur. 3 listopada 1906 w Grodźcu, zm. 12 kwietnia 1977 w Katowicach) – inżynier górnik, profesor krakowskiej AGH.

## Życiorys
Urodził się w rodzinie Bronisława, inżyniera górniczego, i Pauliny z Monsiorskich (1880–1970), siostry Wiktora Monsiorskiego. Świadectwo dojrzałości otrzymał w roku 1924 w gimnazjum im. Mikołaja Reja w Warszawie, zaś studia w krakowskiej Akademii Górniczej (poprzedniczki AGH) ukończył – z wynikiem bardzo dobrym – w roku 1930, otrzymując dyplom inżyniera górniczego. Praktyki studenckie odbywał w kopalniach „Grodziec”, „Wujek” i we francuskim Nœux-les-Mines. W roku 1931 pracował (jako robotnik) w amerykańskich kopalniach Barney i Gamma we Flat Creek (Alabama). W 1932 wrócił do Polski i do 1933 pracował m.in. jako sztygar oddziałowy w kopalniach „Siemianowice”, „Rydułtowy” i „Anna”. Później (1934–1939) pracował w dyrekcji S.A. Godula i Wirek, Kopalnie w Chebziu i Katowicach. Firma ta była właścicielem kopalni „Lithandra” i „Hillebrand” (połączonych pod nazwą „Wanda-Lech”) oraz Karol i „Paweł”. Pod koniec tego okresu przed wybuchem II wojny światowej kierował inspekcją kopalń. W czasie wojny początkowo był bez pracy, później podjął pracę w archiwum i registraturze kopalni „Grodziec”; w 1943 wyjechał do Krakowa, gdzie pracował w Oddziale Techniki Cieplnej Państwowego Instytutu Badawczego.
Od lutego 1945 pracował przy przejmowaniu i uruchamianiu kopalni „Polska” w Świętochłowicach i „Śląsk” w Chropaczowie. W marcu 1945 przeszedł do Centralnego Zarządu Przemysłu Węglowego w Katowicach na stanowisko kierownika Wydziału Planowania, skąd w roku następnym awansował na szczebel dyrektora Działu Planowania zarządzającego siedmioma specjalistycznymi wydziałami. W 1950 (już po przekształceniu Centralnego Zarządu w Ministerstwo Górnictwa i Energetyki) został wicedyrektorem Departamentu Planowania, skąd w 1955 przeszedł na równorzędne stanowisko w Departamencie Inwestycji, a w 1958 awansował na stanowisko dyrektora tego departamentu. W grudniu 1964 został mianowany dyrektorem generalnym w Ministerstwie Gospodarki i Energetyki.
Równolegle ze swą pracą w administracji przemysłowej pracował także (od 1946) jako nauczyciel akademicki w AGH. W marcu 1955 obronił pracę kandydacką, za co w październiku tegoż roku otrzymał stopień kandydata (równoznaczny z dzisiejszym stopniem doktora) nauk technicznych. W 1956 otrzymał tytuł profesora nadzwyczajnego (wcześniej, we wrześniu 1954 nominowano go na zastępcę profesora), a od 1960 został kierownikiem Zakładu Ekonomiki i Planowania w Katedrze Ekonomiki i Organizacji Górnictwa AGH.
W związku z długotrwałą chorobą 1 stycznia 1970 przeszedł na emeryturę.
Opublikował ponad 80 prac z dziedziny planowania, inwestycji, ekonomiki, technologii i mechaniki górnictwa itp. Był też autorem 37 recenzji prac doktorskich i rozpraw habilitacyjnych.
Żonaty z Małgorzatą Donau; mieli synów Witolda (ur. 1939), ekonomistę, i Janusza (ur. 1943), górnika, który zmarł tragicznie w 1970, po kilku dniach pracy w kopalni k. Cagliari na Sardynii.

## Ordery i odznaczenia
- Order Sztandaru Pracy II klasy
- Krzyż Komandorski Orderu Odrodzenia Polski
- Krzyż Kawalerski Orderu Odrodzenia Polski (dwukrotnie: w tym 28 lutego 1948[1])
- Złoty Krzyż Zasługi (dwukrotnie: w tym 29 stycznia 1946[2])
- Medal 10-lecia Polski Ludowej (1 grudnia 1954)[3]